# Basílica del Santuario Nacional de Nuestra Señora de San Juan del Valle
La Basílica del Santuario Nacional de Nuestra Señora de San Juan del Valle (en inglés: Basilica of the National Shrine of Our Lady of San Juan del Valle) Es una basílica menor de la Iglesia Católica ubicada en San Juan, Texas, al sur de Estados Unidos. Es también un santuario nacional bajo la dirección de la Diócesis de Brownsville.
El Rev. José María Azpiazu, OMI, párroco de la parroquia de San Juan Bautista en San Juan comenzó a fomentar una devoción a Nuestra Señora de San Juan de los Lagos después de ser nombrado párroco en 1949. Comisionó a un artista en Guadalajara, México para reproducir la estatua de la Virgen que es venerada en San Juan de los Lagos. Colocó la estatua completa en la capilla de San Juan.
Con la aprobación del obispo Mariano S. Garriaga de Corpus Christi se construyó en 1954 una nueva iglesia y santuario dedicado a la Virgen de San Juan.
El Papa Juan Pablo II designó el santuario como basílica menor el 12 de junio de 1999.